# William Steeves

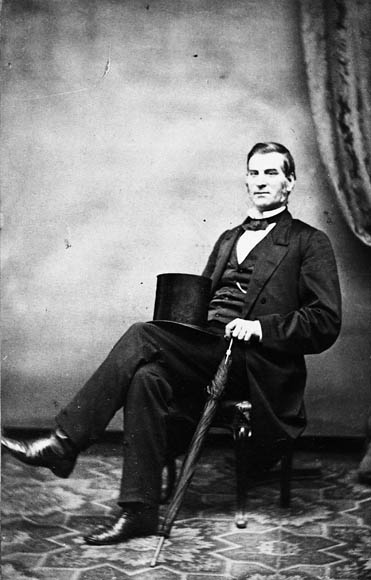
William Steeves

William Henry Steeves (* 20. Mai 1814 in Hillsborough, New Brunswick; † 9. Dezember 1873 in Saint John) war ein kanadischer Politiker. Als einer der Väter der Konföderation gehört er zu den Wegbereitern des 1867 gegründeten kanadischen Bundesstaates. Von 1867 bis zu seinem Tod war er Senator.

## Biografie
Steeves, dessen deutscher Vorfahr Heinrich Stief fünf Jahrzehnte zuvor eingewandert war, arbeitete nach der Schulzeit als Kaufmann. Er führte zunächst einen Laden und war später in Saint John als Holzexporteur tätig. Sein Bruder Gilbert eröffnete in Liverpool eine Zweigstelle. 1846 wurde Steeves in das Unterhaus der Kolonie gewählt, 1851 folgte die Berufung ins Oberhaus. Er trat für eine Regierungsreform und die Wahl des Oberhauses durch das Volk ein. 1854 berief der neue liberale Premierminister Charles Fisher Steeves in die Kolonialregierung, in der er die Aufsicht der Landvermessung innehatte.
Von 1855 bis 1856 leitete Steeves das Ministerium für staatliche Bauvorhaben, ebenso von 1857 bis 1861. Ein besonderes Anliegen war der Eisenbahnbau, weshalb er den Bau der Intercolonial Railway unterstützte. Von 1861 bis 1864 war er als Minister ohne Geschäftsbereich in der Regierung vertreten. Im September bzw. Oktober 1864 nahm Steeves an der Charlottetown-Konferenz und an der Québec-Konferenz teil, wo über den Zusammenschluss der Kolonien in Britisch-Nordamerika zu einem föderalen Bundesstaat verhandelt wurde. Nach der Gründung Kanadas im Juli 1867 ernannte Premierminister John Macdonald ihn zum Senator. Dieses Amt hatte er bis zu seinem Tod inne.
Steeves ist ein Urgroßonkel von Jack Layton, dem früheren Vorsitzenden der Neuen Demokratischen Partei. Sein Haus in Hillsborough ist heute ein Museum.
Die kanadische Bundesregierung ehrte Steeves am 29. Mai 1939 für sein Wirken und erklärte ihn zu einer „Person von nationaler historischer Bedeutung“.